# Erich Hof
Erich Hof (Vienna, 3 agosto 1936 – 25 gennaio 1995) è stato un calciatore e allenatore di calcio austriaco, di ruolo attaccante.

## Carriera
Salvo una breve parentesi all'Austria Vienna giocò sempre nel Wiener SC, con cui vinse per due volte il campionato austriaco (1958, 1959). Fu anche capocannoniere del campionato nel 1959 e nel 1963. Intraprese poi una carriera da allenatore che lo portò a sedere a più riprese sulle panchine delle squadre in cui già era stato da calciatore: Wiener, nazionale austriaca ed Austria Vienna. Con questi ultimi conquistò il campionato nel 1980 e nel 1981.

## Palmarès

### Giocatore

#### Competizioni nazionali
- Campionato austriaco: 2

Wiener SC: 1957-1958, 1958-1959

### Allenatore

#### Competizioni nazionali
- Campionato austriaco: 1

Austria Vienna: 1980-1981
- Coppa d'Austria: 1

Austria Vienna: 1981-1982